# Roger Saint-Vil
Roger Saint-Vil (ur. 8 grudnia 1949 w Port-au-Prince, zm. 7 czerwca 2020 w Nowym Jorku) – haitański piłkarz grający na pozycji napastnika.

## Kariera klubowa
Roger Saint-Vil rozpoczął karierę piłkarską w klubie Zénith w 1963 roku. W 1964 przeszedł do stołecznego Racingu Port-au-Prince. Kolejnym jego klubem było Violette AC. W 1967 wyjechał do amerykańskiego klubu Baltimore Bays, gdzie grał do 1968 roku. Bilans jego gry w klubie z Baltimore to 28 meczów i 12 bramek.
W latach siedemdziesiątych ponownie grał we Violette AC. W 1975 ponownie wyjechał do USA i występował w klubach Baltimore Comets i Cincinnati Comets.

## Kariera reprezentacyjna
W reprezentacji Haiti Roger Saint-Vil grał w latach sześćdziesiątych i siedemdziesiątych. Uczestniczył w eliminacjach do Mundialu 1970 w Meksyku, jednakże reprezentacja Haiti przegrała rywalizacje o awans z Salwadorem.
Uczestniczył w eliminacjach do Mundialu w 1974. Eliminacje zakończyły się sukcesem w postaci awansu do Mistrzostw Świata. Wygranie eliminacji MŚ 1974 oznaczało równocześnie wygranie Mistrzostwo strefy CONCACAF 1973, gdyż obie imprezy były ze sobą połączone.
Podczas Mistrzostw Świata 1974 w RFN Roger Saint-Vil zagrał tylko w meczu z reprezentacją Polski, jednakże został już zmieniony po pierwszej połowie przez Serge'a Racine.